# ناوچه کلاس ساوت‌همپتون (۱۸۲۰)
ناوچه کلاس ساوت‌همپتون (۱۸۲۰) (به انگلیسی: Southampton-class frigate (1820)) یک کلاس از کشتی است که طول آن ۱۷۲ فوت (۵۲ متر) می‌باشد.